# 아네모네 마담
"아네모네 마담"은 1968년 공개된 대한민국의 영화이다.

## 배역
- 엄앵란
- 신성일
- 남궁원
- 김승호
- 한은진
- 안인숙
- 김동원
- 김신재
- 김순철
- 이순재
- 김웅
- 이예성
- 박기택
- 김영인
- 송현국
- 염혜숙
- 문미봉
- 김청자